# Ramon de Grevalosa
Ramon de Grevalosa fou un noble català, Senyor de Castellar, es va casar amb Elionor de Josa, filla de Guillem de Josa. Van firmar capítols matrimonials el 4 de febrer de 1420 i van tenir almenys un fill a Guillem Ramon de Grevalosa i Josa. Ramon de Grevalosa va morir aviat, i la seva dona Elionor es va casar en segones núpcies amb Guillem de Pinós.